# Amtsgericht Pitschen
Das Amtsgericht Pitschen war ein preußisches Amtsgericht mit Sitz in Pitschen.

## Geschichte
In Pitschen bestand von 1849 bis 1879 die Gerichtskommission Pitschen des Kreisgerichts Creutzburg. In Pitschen bestand von 1849 bis 1879 die Gerichtsskommission Pitschen des Kreisgerichtes Creutzburg. Das königlich preußische Amtsgericht Pitschen wurde mit Wirkung zum 1. Oktober  1879 als eines von 13 Amtsgerichten im Bezirk des Landgerichtes Oppeln im Bezirk des Oberlandesgerichtes Breslau gebildet. Der Sitz des Gerichtes war Pitschen. Sein Gerichtsbezirk umfasste aus dem Kreis Kreuzburg O.S. den Stadtbezirk Pitschen und die Amtsbezirke Costau, Jaschkowitz, Proschlitz, Reinersdorf und Roschkowitz. Am Gericht bestand 1880 eine Richterstelle. Das Amtsgericht war damit ein kleines Amtsgericht im Landgerichtsbezirk.
Im Jahre 1945 wurde der Amtsgerichtsbezirk unter polnische Verwaltung gestellt, und die deutschen Einwohner wurden vertrieben. Damit endete auch die Geschichte des Amtsgerichtes Pitschen.